# DuckDuckGo
DuckDuckGo — пошукова система з відкритим початковим кодом, що використовує інформацію з багатьох джерел для надання точних та різноманітних результатів. Компанія маніфестує, що не використовує приватну інформацію про своїх користувачів накопичену через історію пошуку та історію покупок, а монетизацію своєї діяльності забезпечує з контекстних оголошень базованих на результатах пошуку. Пошуковик позиціює себе як альтернативу Google та іншим схожим системам вебпошуку. Заснована у вересні 2008 року Гебріелом Вайнбергом. З 2022 року — веб-браузер для систем на базі macOS, з червня 2023 року — веб-браузер у вигляді бета-версії  для користувачів Windows. За даними The Verge, є найзахищенішим браузером в світі.

## Особливості
Пошукова система дотримується політики повної конфіденційності (відмова від збору, збереження та обробки даних про користувача, в тому числі IP-адрес та пошукових запитів).
DuckDuckGo не використовує «filter bubble», тобто не обмежує повноту відповіді на пошуковий запит на основі «передбачення» області інтересів користувача (як це робить Google та інші пошукові системи).
!Bang синтаксис — це переадресація пошукового запиту на відповідний сайт без попереднього переходу на нього.
Пошукова система написана на Perl. Працює на вебсервері Nginx з операційною системою FreeBSD, базою даних PostgreSQL, кеш Memcached та Solr.
Результати пошуку DuckDuckGo об'єднані з багатьох джерел, включаючи Yahoo! Search BOSS, Вікіпедія, WolframAlpha та власного пошукового робота.

## Історія
DuckDuckGo було засновано Гебріелом Вайнбергом — підприємцем, що до цього займався соціальною мережею «The Names Database», згодом купленою компанією United Online в 2006 році за 10 млн доларів США. Гебріел має ступінь бакалавра в області фізики і магістра в області технологій та політики. Закінчив МТІ. Проєкт DuckDuckGo спочатку фінансував сам Вайнберг, а згодом ресурс перейшов на роботу за рахунок невеликої кількості реклами.
Назву системи, як зазначав сам автор, було вибрано досить дивно: «Насправді одного дня назва виникла у мене в голові і сподобалась мені, на це вплинула дитяча гра Duck Duck Goose. Окрім цієї гри назва ні з чим більше не пов'язана».
Точна статистика трафіку є відкритою. На 2011 рік відвідуваність склала приблизно 200 тис. відвідувань щодня. Compete.com оцінював її в березні 2011 року в 192 тис. відвідувань. 12 квітня 2011 року, за даними Alexa, відвідуваність за 3 місяці виросла на 51 %.
DuckDuckGo було представлено на TechCrunch як частину Elevator Pitch Friday, де сайт став фіналістом конкурсу BOSS Mashable Challenge, організованому за участі Yahoo!.
У липні 2010 р. Вайнберг запустив сайт співтовариства DuckDuckGo. Там збираються повідомлення про помилки, обговорюється робота проєкту і викладається відкритий вихідний код системи.
У жовтні 2011 р. компанія Union Square Ventures інвестувала в DuckDuckGo. Бред Бернхем, партнер компанії, заявив: «Ми інвестували в DuckDuckGo, бо впевнились, що це не тільки можливість змінити конкуренцію в пошуковиках, — це нагальна необхідність».
У листопаді 2011 р. Linux Mint підписав ексклюзивний контракт з DuckDuckGo. Починаючи з Linux Mint 12, система DuckDuckGo є пошуковиком за замовчуванням. Також цей сайт встановлено за замовчуванням в Tor Browser.

## Сприйняття громадськістю
У червні 2011 року Ґаррі МакКракен опублікував в журналі Time вельми позитивну статтю про DuckDuckGo, порівнявши його зі своїм улюбленим рестораном гамбургерів «In-N-Out Burger»: "В цьому відчувається ранній Google, з вкрай простою домашньою сторінкою. Так само як і «In-N-Out», у яких немає лате або азійських салатів, немає морозива та омлету, DuckDuckGo не намагається створювати розсилку чи журнал, книги або зображення. Там немає автозаповнення або миттєвого результату. Вони тільки пропонують вебпошук, головним чином «десять синіх посилань» — підхід, який все ще залишається корисним, незалежно від того, що говорять його критики. Що ж стосується якості, то я не кажу, ніби Вайнберг придумав, як отримати більш точні результати, ніж це вдається величезній команді Google. Але DuckDuckGo дійсно дуже добре шукає інформацію … ".
Том Холверда підготував статтю про DuckDuckGo для OSNews у червні 2011 року, в якій високо оцінив конфіденційність пошуку. Він заявив: «… Які причини могли б змусити спробувати DuckDuckGo? Важлива причина в тому, що DuckDuckGo дійсно не стежить за вами, і ви отримуєте справжню конфіденційність, коли шукаєте що-небудь в інтернеті. Google відстежує і запам'ятовує практично все, щоб показувати вам цільову рекламу. У мене немає проблем з рекламою, проте я боюся, що не зможу захистити себе — так, як уряду немає потреби подавати в суд, щоб отримати всю цю інформацію. Також, будь-хто ще може заволодіти нею. Але найголовніша причина — це те, що DuckDuckGo не використовує технологію „filter bubble“, і це дає можливість отримувати повну інформацію по вашому запиту і тільки вам вирішувати, якою інформацією користуватися …».
У січні 2012 року, коли компанія Google оголосила, що вона об'єднає дані користувачів всіх своїх сервісів — число пошукових запитів у DuckDuckGo потроїлася за три місяці.
Як заявив Ґебріел Вайнберг газеті «Ґардіан», — «Після 6 червня 2013 року, відразу після оприлюднення інформації про систему PRISM, використання DuckDuckGo зросло майже у два рази. Якщо на початку червня 2013 року пошукова система обробляла близько 1,7 мільйона запитів щодня, то протягом двох тижнів, після публікації відомостей про PRISM, число щоденних запитів на DuckDuckGo перевищило 3 мільйони…».
У січні 2014 року пошукова система перевищила позначку в 4 мільйонів звернень щодня (понад 126 мільйонів на місяць).
У червні 2015 року Вайнберг повідомив про 3 млрд пошукових запитів в річному вираженні.
10 січня 2017 року щоденна кількість запитів на DuckDuckGo перевищила 14 млн.

## Відкритий код
У 2015 році DuckDuckGo виділила грант на суму 125 тис. дол. на п'ять різних проєктів з відкритим вихідним кодом. Головним критерієм відбору стала турбота про приватність користувача.
У 2016 році компанія виділила грант на суму 225 тис. дол. на дев'ять проєктів, що займаються розробкою програмного забезпечення з відкритим вихідним кодом. Кандидатів обрали в процесі обговорення спільноти DuckDuckGo. Ключовим фактором відбору стала робота з підвищення довіри в онлайн. Кожен з проєктів отримає по 25 тис. дол.:
1. SecureDrop (система безпечної передачі документів пресі та організація конфіденційного каналу зв'язку із журналістами);
2. Freenet Project (анонімна децентралізована мережа для зберігання файлів та спілкування);
3. OpenBSD (DuckDuckGo став першим золотим спонсором OpenBSD цього року);
4. CrypTech (проєкт з розробки відкритого апаратного криптографічного рушія);
5. Tor (анонімна мережа);
6. Save Security (ініціатива проти законодавчих актів, що обмежують надійне шифрування);
7. VeraCrypt (форк TrueCrypt);
8. LEAP (LEAP Encryption Access Project, платформа для створення комунікаційних сервісів із шифруванням);
9. GPGMail (розширення до Apple Mail з підтримкою GPG)[30].

## Статистика
| Дата       | Запитів (веб) | Запитів (API) | Запитів (бот) |
| 2010-04-01 | 33,209        |               |               |
| 2011-01-01 | 66,042        |               |               |
| 2012-01-01 | 393,933       | 7,976,354     | 162,217       |
| 2013-01-01 | 1,349,922     | 10,669,315    | 249,455       |
| 2014-01-01 | 3,736,154     | 16,080,583    | 394,102       |
| 2015-01-01 | 6,631,634     | 12,165,975    | 696,901       |
| 2016-01-01 | 9,642,220     | 9,607,471     | 1,294,731     |

## Приховані функції та можливості
1. Запит «ip» виводить у верхньому рядку IP-адресу, локацію та поштовий індекс користувача.
2. Запит «dns records example.com» (замість example.com вставити ім'я сайту) покаже DNS-записи, які належать до зазначеного домену.
3. Запит «validate + адреса електронної пошти» перевіряє валідність електронної пошти.
4. Запит «shorten + посилання» скорочує URL; «Expand + посилання» розгортає назад.
5. Запит «qr + посилання» генерує QR-коди
6. Запит «password + n» генерує паролі, де n — кількість символів; запит «random passphrase» генерує кодові фрази; «Base64 encode <текст>» кодує дані за допомогою алгоритму Base64
7. DuckDuckGo має вбудований календар (запит: «calendar»; таймер: «countdown»; секундомір: «stopwatch»).

## Браузер DuckDuckGo
В 2022 році компанія DuckDuckGo, яка раніше була відома своєю пошуковою системою, випустила орієнтований на конфіденційність веб-браузер DuckDuckGo для систем на базі macOS. З 22 червня 2023 року, користувачі Windows, які прагнуть більшої конфіденційності під час перегляду веб-сторінок, можуть застосовувати новий браузер DuckDuckGo у вигляді бета-версії.
Від інших браузерів DuckDuckGo відрізняється тим, що за замовчуванням не збирає і не передає дані користувача третім особам. Розробник повідомляє, що браузер використовує приблизно на 60 % менше трафіку порівняно з тим же Google Chrome. Під час входу на будь-який сайт DuckDuckGo заблокує відстеження геолокації, зашифрує більшу частину трафіку, вимкне всі сервіси відстеження і приховає нав’язливу рекламу, а також порожні простори сторінки сайтів, де раніше були рекламні банери. У ньому також є вбудований менеджер паролів. У майбутньому для браузера DuckDuckGo буде додано підтримку різних розширень.
Браузер має вбудований плеєр Duck Player, який дає змогу дивитися YouTube без реклами. Перед початком перегляду він “виріже” ролик з сайту і вмонтує його у свою сторінку без трекерів і реклами. Серед інших функцій також є можливість видалення історії натисканням однієї кнопки. Крім того, користувач може приховати свою реальну адресу електронної пошти за допомогою замінника @duck.com.
Ознайомитися з бета-версією браузера DuckDuckGo може будь-який користувач Windows 10 версії, що вийшла в травні 2020 року або пізніше. Браузер перебуває у стадії бета-тестування, тому будь-які проблеми зі стабільністю або продуктивністю є цілком допустимими.